# Женска фудбалска репрезентација Јужноафричке Републике
Женска фудбалска репрезентација Јужноафричке Републике (енгл. South Africa women's national soccer team) је национални фудбалски тим који представља Јужноафричку Републику на међународним такмичењима и под контролом је Фудбалског савеза Јужноафричке Републике (НФФ) (енгл. South African Football Association), владајућег тела за фудбал у Јужноафричкој Републици.
Њихова прва званична утакмица одржана је 30. маја 1993. против Свазиленда.
Први пут су се квалификовали за олимпијски фудбалски турнир за жене 2012. године, и за ФИФА Светско првенство за жене по први пут 2019. године, у групи Б заједно са Немачком, Шпанијом и Кином. Међутим, изгубили су све мечеве, а њихов једини гол био је против Шпаније када су повели 1 : 0 и изгубили 1 : 3. Јужна Африка је освојила свој први женски Куп Афричких нација 2022. године, победивши Мароко са 2 : 1 у финалу.

## Историја
Историјски гледано, Јужна Африка никада није имала професионалну женску фудбалску лигу до 2020. године. Ово се савршено поклопило са годишњом прославом месеца жена у земљи, прославе жена у друштву. Репрезентација се такмичи на нивоу од 17 и до 20 година. Али сениорски тим — под надимком „Девојке“, представљао је Јужну Африку на више турнира. То укључује КОСАФА Куп шампионата за жене, Афрички женски Куп нација и деби на ФИФА Светском првенству за жене 2019. у Француској. Упркос неправедним полним диспаритетима, фудбалерке Јужне Африке су привукле интересовање професионалних лига широм света. У Јужној Африци, терен за игру није на најбољем нивоу нивоу за младе фудбалерке. Али нова полупрофесионална лига, основана у 2009. године, дала је женама прилику да траже будућност у фудбалу. Сасол лига се састоји од 2.800 фудбалера који играју у 144 тима у девет провинција у Јужној Африци. Извиђачима и националним тренерима је олакшало избор играча. Лига је била непоколебљива у осигуравању да женски фудбал напредује у Јужној Африци, упркос врло малом корпоративном спонзорству. Стога је било потребно присуствовати покретању Националне женске лиге Јужноафричке фудбалске асоцијације (САФА), која је наговестила нову еру. Потпуно професионална лига има за циљ развој и раст игре за Јужну Африку. Има још много тога што још треба да се уради, али са 27 играча који сада играју професионално у Европи и Сједињеним Државама, прилике су бројне.

## Достигнућа
Утакмице и голови закључно са 2020.
Играчи чија су имена означена подебљаним словима су и даље активни, барем на клупском нивоу.
| Позиција | Име                  | Утакмица | Година    |
| -------- | -------------------- | -------- | --------- |
| 1        | Јанин ван Вик        | 170      | 2005–     |
| 2        | Ноко Матлу           | 157      | 2006–     |
| 3        | Номпумелело Нјандени | 149      | 2004–     |
| 4        | Нотандо Вилакази     | 133      | 2007–     |
| 5        | Порша Модис          | 124      | 2000–2015 |
| 6        | Рефило Џејн          | 116      | 2012–     |
| 7        | Мамело Макабане      | 109      | 2005–     |
| 8        | Аманда Дламини       | 105      | 2007–2016 |
| 9        | Леандра Смеда        | 100      | 2012–     |
| 10       | Токозиле Мндавени    | 89       | 2003–2016 |

| Поз | Име         | Голова | Утакмица | Период    |
| --- | ----------- | ------ | -------- | --------- |
| 1   | Порша Модис | 101    | 124      | 2000–2015 |

## Такмичарски рекорд

### Светско првенство за жене
| Светско првенство у фудбалу за жене − резултати | Светско првенство у фудбалу за жене − резултати | Светско првенство у фудбалу за жене − резултати | Светско првенство у фудбалу за жене − резултати | Светско првенство у фудбалу за жене − резултати | Светско првенство у фудбалу за жене − резултати | Светско првенство у фудбалу за жене − резултати | Светско првенство у фудбалу за жене − резултати | Светско првенство у фудбалу за жене − резултати | Светско првенство у фудбалу за жене − резултати |
| Година                                          | Резултат                                        | Ута                                             | Поб                                             | Нер*                                            | Изг                                             | ГД                                              | ГП                                              | ГР                                              |                                                 |
| ----------------------------------------------- | ----------------------------------------------- | ----------------------------------------------- | ----------------------------------------------- | ----------------------------------------------- | ----------------------------------------------- | ----------------------------------------------- | ----------------------------------------------- | ----------------------------------------------- | ----------------------------------------------- |
| 1991                                            | Нису учествовале                                | Нису учествовале                                | Нису учествовале                                | Нису учествовале                                | Нису учествовале                                | Нису учествовале                                | Нису учествовале                                | Нису учествовале                                |                                                 |
| 1995                                            | Нису се квалификовале                           | Нису се квалификовале                           | Нису се квалификовале                           | Нису се квалификовале                           | Нису се квалификовале                           | Нису се квалификовале                           | Нису се квалификовале                           | Нису се квалификовале                           |                                                 |
| 1999                                            | Нису се квалификовале                           | Нису се квалификовале                           | Нису се квалификовале                           | Нису се квалификовале                           | Нису се квалификовале                           | Нису се квалификовале                           | Нису се квалификовале                           | Нису се квалификовале                           |                                                 |
| 2003                                            | Нису се квалификовале                           | Нису се квалификовале                           | Нису се квалификовале                           | Нису се квалификовале                           | Нису се квалификовале                           | Нису се квалификовале                           | Нису се квалификовале                           | Нису се квалификовале                           |                                                 |
| 2007                                            | Нису се квалификовале                           | Нису се квалификовале                           | Нису се квалификовале                           | Нису се квалификовале                           | Нису се квалификовале                           | Нису се квалификовале                           | Нису се квалификовале                           | Нису се квалификовале                           |                                                 |
| 2011                                            | Нису се квалификовале                           | Нису се квалификовале                           | Нису се квалификовале                           | Нису се квалификовале                           | Нису се квалификовале                           | Нису се квалификовале                           | Нису се квалификовале                           | Нису се квалификовале                           |                                                 |
| 2015                                            | Нису се квалификовале                           | Нису се квалификовале                           | Нису се квалификовале                           | Нису се квалификовале                           | Нису се квалификовале                           | Нису се квалификовале                           | Нису се квалификовале                           | Нису се квалификовале                           |                                                 |
| 2019                                            | Групна фаза                                     | 3                                               | 0                                               | 0                                               | 3                                               | 1                                               | 8                                               | −7                                              |                                                 |
| 2023                                            | Квалификовале се                                | Квалификовале се                                | Квалификовале се                                | Квалификовале се                                | Квалификовале се                                | Квалификовале се                                | Квалификовале се                                | Квалификовале се                                |                                                 |
| Укупно                                          | 2/9                                             | 3                                               | 0                                               | 0                                               | 3                                               | 1                                               | 8                                               | −7                                              |                                                 |

*Жребови укључују утакмице где је одлука пала извођењем једанаестераца.
| Утакмице на СП | Утакмице на СП | Утакмице на СП | Утакмице на СП | Утакмице на СП | Утакмице на СП               |
| Година         | Коло           | Датум          | Противник      | Резултат       | Стадион                      |
| -------------- | -------------- | -------------- | -------------- | -------------- | ---------------------------- |
| 2019           | Групна фаза    | 8. јун         | Шпанија        | И 1 : 3        | Стадион Океан, Авр           |
| 2019           | Групна фаза    | 13. јун        | Кина           | И 0 : 1        | Парк Принчева, Париз         |
| 2019           | Групна фаза    | 17. јун        | Немачка        | И 0 : 4        | Стадион де ла Мосон, Монпеље |

### Олимпијске игре
| Олимпијске игре − резултати | Олимпијске игре − резултати | Олимпијске игре − резултати | Олимпијске игре − резултати | Олимпијске игре − резултати | Олимпијске игре − резултати | Олимпијске игре − резултати | Олимпијске игре − резултати | Олимпијске игре − резултати | Олимпијске игре − резултати |
| Година                      | Резултат                    | Ута                         | Поб                         | Нер*                        | Изг                         | ГД                          | GГП                         | ГР                          |                             |
| --------------------------- | --------------------------- | --------------------------- | --------------------------- | --------------------------- | --------------------------- | --------------------------- | --------------------------- | --------------------------- | --------------------------- |
| 1996                        | Нису се квалификовале       | Нису се квалификовале       | Нису се квалификовале       | Нису се квалификовале       | Нису се квалификовале       | Нису се квалификовале       | Нису се квалификовале       | Нису се квалификовале       |                             |
| 2000                        | Нису се квалификовале       | Нису се квалификовале       | Нису се квалификовале       | Нису се квалификовале       | Нису се квалификовале       | Нису се квалификовале       | Нису се квалификовале       | Нису се квалификовале       |                             |
| 2004                        | Нису се квалификовале       | Нису се квалификовале       | Нису се квалификовале       | Нису се квалификовале       | Нису се квалификовале       | Нису се квалификовале       | Нису се квалификовале       | Нису се квалификовале       |                             |
| 2008                        | Нису се квалификовале       | Нису се квалификовале       | Нису се квалификовале       | Нису се квалификовале       | Нису се квалификовале       | Нису се квалификовале       | Нису се квалификовале       | Нису се квалификовале       |                             |
| 2012                        | Групна фаза                 | 3                           | 0                           | 1                           | 2                           | 1                           | 7                           | −6                          |                             |
| 2016                        | Групна фаза                 | 3                           | 0                           | 1                           | 2                           | 0                           | 3                           | −3                          |                             |
| 2020                        | Нису се квалификовале       | Нису се квалификовале       | Нису се квалификовале       | Нису се квалификовале       | Нису се квалификовале       | Нису се квалификовале       | Нису се квалификовале       | Нису се квалификовале       |                             |
| Укупно                      | 2/7                         | 6                           | 0                           | 2                           | 4                           | 1                           | 10                          | −9                          |                             |

*Жребови укључују утакмице где је одлука пала извођењем једанаестераца.

### Афрички Куп нација у фудбалу за жене
| Афрички Куп нација − резултати | Афрички Куп нација − резултати | Афрички Куп нација − резултати | Афрички Куп нација − резултати | Афрички Куп нација − резултати | Афрички Куп нација − резултати | Афрички Куп нација − резултати | Афрички Куп нација − резултати | Афрички Куп нација − резултати | Афрички Куп нација − резултати |
| Година                         | Коло                           | Ута                            | Поб                            | Нер*                           | Изг                            | ГД                             | GГП                            | ГР                             |                                |
| ------------------------------ | ------------------------------ | ------------------------------ | ------------------------------ | ------------------------------ | ------------------------------ | ------------------------------ | ------------------------------ | ------------------------------ | ------------------------------ |
| 1991                           | Искључене                      | Искључене                      | Искључене                      | Искључене                      | Искључене                      | Искључене                      | Искључене                      | Искључене                      |                                |
| 1995                           | Другопласиране                 | 6                              | 3                              | 1                              | 2                              | 19                             | 20                             | −1                             |                                |
| 1998                           | Групна фаза                    | 2                              | 0                              | 0                              | 2                              | 2                              | 7                              | −5                             |                                |
| 2000                           | Другопласиране                 | 5                              | 4                              | 0                              | 1                              | 9                              | 3                              | +6                             |                                |
| 2002                           | Четврто место                  | 5                              | 2                              | 1                              | 2                              | 6                              | 11                             | −5                             |                                |
| 2004                           | Групна фаза                    | 3                              | 0                              | 0                              | 3                              | 2                              | 7                              | −5                             |                                |
| 2006                           | Треће место                    | 5                              | 2                              | 1                              | 2                              | 8                              | 5                              | +3                             |                                |
| 2008                           | Другопласиране                 | 5                              | 3                              | 0                              | 2                              | 7                              | 4                              | +3                             |                                |
| 2010                           | Треће место                    | 5                              | 3                              | 1                              | 1                              | 10                             | 6                              | +4                             |                                |
| 2012                           | Другопласиране                 | 5                              | 3                              | 0                              | 2                              | 6                              | 6                              | 0                              |                                |
| 2014                           | Четврто место                  | 5                              | 1                              | 1                              | 3                              | 7                              | 6                              | +1                             |                                |
| 2016                           | Четврто место                  | 5                              | 1                              | 1                              | 3                              | 5                              | 3                              | +2                             |                                |
| 2018                           | Другопласиране                 | 5                              | 3                              | 2                              | 0                              | 11                             | 2                              | +9                             |                                |
| 2020                           | Отказано због ковида 19        | Отказано због ковида 19        | Отказано због ковида 19        | Отказано због ковида 19        | Отказано због ковида 19        | Отказано због ковида 19        | Отказано због ковида 19        | Отказано због ковида 19        |                                |
| 2022                           | Шампионке                      | 6                              | 6                              | 0                              | 0                              | 10                             | 3                              | +7                             |                                |
| Укупно                         | Шампионке: 1. пут              | 62                             | 31                             | 8                              | 23                             | 102                            | 83                             | +19                            |                                |

*Жребови укључују утакмице где је одлука пала извођењем једанаестераца.